# 外務副大臣
外務副大臣（がいむふくだいじん、英: State Minister for Foreign Affairs）は、日本の外務省を担当する副大臣。

## 概説

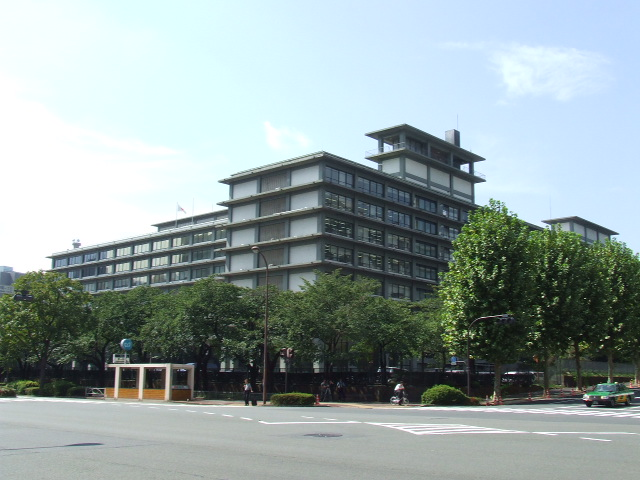
外務省庁舎

中央省庁等改革基本法に基づく中央省庁再編にともない、2001年（平成13年）1月6日に設置された。同日付で第2次森改造内閣（中央省庁再編後）が発足し、衆議院議員の衛藤征士郎と参議院議員の荒木清寛が任命された。
外務大臣からの命を受け、政策や企画の立案、政務の処理などを担当する。国家行政組織法に基づき、定数は2名で運用されている。
ただ、常に2名同時に任命するわけではない。福田康夫改造内閣では、衆議院議員の伊藤信太郎と参議院議員の山本一太が任命された。しかし、2008年9月5日に山本のみ退任し、後任は置かれなかった。また、菅直人第2次改造内閣では、衆議院議員の伴野豊と松本剛明が任命された。しかし、2011年3月9日に松本のみ退任し外務大臣に昇格し、その翌日、後任に参議院議員の高橋千秋が就任した。
外務副大臣としての在任日数が最も多いのは、逢沢一郎である。逢沢は第1次小泉第2次改造内閣にて外務副大臣に任命され、それ以来、第2次小泉内閣、第2次小泉改造内閣、第3次小泉内閣の計4内閣にて外務副大臣を務めた。

## 歴代副大臣
| 外務副大臣     | 外務副大臣          | 外務副大臣     | 外務副大臣     | 外務副大臣                                             | 外務副大臣 | 外務副大臣               |
| 内閣           | 内閣                | 氏名           | 就任日         | 退任日                                                 | 党派       | 備考                     |
| -------------- | ------------------- | -------------- | -------------- | ------------------------------------------------------ | ---------- | ------------------------ |
| 第2次森内閣    | 改造内閣 （再編後） | 衛藤征士郎     | 2001年1月6日   | 2001年4月26日                                          | 自由民主党 |                          |
| 第2次森内閣    | 改造内閣 （再編後） | 荒木清寛       | 2001年1月6日   | 2001年4月26日                                          | 公明党     |                          |
| 第1次小泉内閣  | 第1次小泉内閣       | 植竹繁雄       | 2001年5月1日   | 2002年9月30日                                          | 自由民主党 |                          |
| 第1次小泉内閣  | 第1次小泉内閣       | 杉浦正健       | 2001年5月1日   | 2002年9月30日                                          | 自由民主党 |                          |
|                | 第1次改造内閣       | 茂木敏充       | 2002年10月2日  | 2003年9月22日                                          | 自由民主党 |                          |
| 矢野哲朗       | 第1次改造内閣       |                | 2002年10月2日  | 2003年9月22日                                          | 自由民主党 |                          |
|                | 第2次改造内閣       | 逢沢一郎       | 2003年9月25日  | 2003年11月19日                                         | 自由民主党 |                          |
| 阿部正俊       | 第2次改造内閣       |                | 2003年9月25日  | 2003年11月19日                                         | 自由民主党 |                          |
| 第2次小泉内閣  | 第2次小泉内閣       | 逢沢一郎       | 2003年11月20日 | 2004年9月27日                                          | 自由民主党 |                          |
| 第2次小泉内閣  | 第2次小泉内閣       | 阿部正俊       | 2003年11月20日 | 2004年9月27日                                          | 自由民主党 |                          |
|                | 改造内閣            | 逢沢一郎       | 2004年9月29日  | 2005年9月21日                                          | 自由民主党 |                          |
| 谷川秀善       | 改造内閣            |                | 2004年9月29日  | 2005年9月21日                                          | 自由民主党 |                          |
| 第3次小泉内閣  | 第3次小泉内閣       | 逢沢一郎       | 2005年9月22日  | 2005年10月31日                                         | 自由民主党 |                          |
| 第3次小泉内閣  | 第3次小泉内閣       | 谷川秀善       | 2005年9月22日  | 2005年10月31日                                         | 自由民主党 |                          |
|                | 改造内閣            | 塩崎恭久       | 2005年11月2日  | 2006年9月26日                                          | 自由民主党 |                          |
| 金田勝年       | 改造内閣            |                | 2005年11月2日  | 2006年9月26日                                          | 自由民主党 |                          |
| 第1次安倍内閣  | 第1次安倍内閣       | 岩屋毅         | 2006年9月27日  | 2007年8月27日                                          | 自由民主党 |                          |
| 第1次安倍内閣  | 第1次安倍内閣       | 浅野勝人       | 2006年9月27日  | 2007年8月27日                                          | 自由民主党 |                          |
|                | 改造内閣            | 小野寺五典     | 2007年8月29日  | 2007年9月26日                                          | 自由民主党 |                          |
| 木村仁         | 改造内閣            |                | 2007年8月29日  | 2007年9月26日                                          | 自由民主党 |                          |
| 福田康夫内閣   | 福田康夫内閣        | 小野寺五典     | 2007年9月27日  | 2008年8月2日                                           | 自由民主党 |                          |
| 福田康夫内閣   | 福田康夫内閣        | 木村仁         | 2007年9月27日  | 2008年8月2日                                           | 自由民主党 |                          |
|                | 改造内閣            | 伊藤信太郎     | 2008年8月5日   | 2008年9月24日                                          | 自由民主党 |                          |
| 山本一太       | 改造内閣            | 2008年9月5日   | 2008年8月5日   | 山本一太のみ退任し、後任は任命されないまま内閣総辞職。 | 自由民主党 |                          |
| 麻生内閣       | 麻生内閣            | 伊藤信太郎     | 2008年9月29日  | 2009年9月16日                                          | 自由民主党 |                          |
| 麻生内閣       | 麻生内閣            | 橋本聖子       | 2008年9月29日  | 2009年9月16日                                          | 自由民主党 |                          |
| 鳩山由紀夫内閣 | 鳩山由紀夫内閣      | 武正公一       | 2009年9月18日  | 2010年6月8日                                           | 民主党     |                          |
| 鳩山由紀夫内閣 | 鳩山由紀夫内閣      | 福山哲郎       | 2009年9月18日  | 2010年6月8日                                           | 民主党     |                          |
| 菅直人内閣     | 菅直人内閣          | 武正公一       | 2010年6月9日   | 2010年9月17日                                          | 民主党     |                          |
| 菅直人内閣     | 菅直人内閣          | 藤村修         | 2010年6月9日   | 2010年9月17日                                          | 民主党     |                          |
|                | 第1次改造内閣       | 伴野豊         | 2010年9月21日  | 2011年1月14日                                          | 民主党     |                          |
| 松本剛明       | 第1次改造内閣       |                | 2010年9月21日  | 2011年1月14日                                          | 民主党     |                          |
|                | 第2次改造内閣       | 伴野豊         | 2011年1月18日  | 2011年9月2日                                           | 民主党     |                          |
| 松本剛明       | 第2次改造内閣       | 2011年3月9日   | 2011年1月18日  | 松本剛明のみ退任し、後任に高橋千秋が就任。             | 民主党     |                          |
| 高橋千秋       | 第2次改造内閣       | 2011年3月10日  | 2011年9月2日   |                                                        | 民主党     |                          |
| 野田内閣       | 野田内閣            | 山口壯         | 2011年9月5日   | 2012年1月13日                                          | 民主党     |                          |
| 野田内閣       | 野田内閣            | 山根隆治       | 2011年9月5日   | 2012年1月13日                                          | 民主党     |                          |
|                | 第1次改造内閣       | 山口壯         | 2012年1月13日  | 2012年6月4日                                           | 民主党     |                          |
| 山根隆治       | 第1次改造内閣       |                | 2012年1月13日  | 2012年6月4日                                           | 民主党     |                          |
|                | 第2次改造内閣       | 山口壯         | 2012年6月4日   | 2012年10月2日                                          | 民主党     |                          |
| 山根隆治       | 第2次改造内閣       |                | 2012年6月4日   | 2012年10月2日                                          | 民主党     |                          |
|                | 第3次改造内閣       | 吉良州司       | 2012年10月2日  | 2012年12月26日                                         | 民主党     |                          |
| 榛葉賀津也     | 第3次改造内閣       |                | 2012年10月2日  | 2012年12月26日                                         | 民主党     |                          |
| 第2次安倍内閣  | 第2次安倍内閣       | 鈴木俊一       | 2012年12月27日 | 2013年9月30日                                          | 自由民主党 | 後任に岸信夫が就任。     |
| 第2次安倍内閣  | 第2次安倍内閣       | 松山政司       | 2012年12月27日 | 2013年9月30日                                          | 自由民主党 | 後任に三ツ矢憲生が就任。 |
| 第2次安倍内閣  | 第2次安倍内閣       | 岸信夫         | 2013年9月30日  | 2014年9月3日                                           | 自由民主党 |                          |
| 第2次安倍内閣  | 第2次安倍内閣       | 三ツ矢憲生     | 2013年9月30日  | 2014年9月3日                                           | 自由民主党 |                          |
|                | 改造内閣            | 中山泰秀       | 2014年9月4日   | 2014年12月24日                                         | 自由民主党 |                          |
| 城内実         | 改造内閣            |                | 2014年9月4日   | 2014年12月24日                                         | 自由民主党 |                          |
| 第3次安倍内閣  | 第3次安倍内閣       | 中山泰秀       | 2014年12月25日 | 2015年10月9日                                          | 自由民主党 |                          |
| 第3次安倍内閣  | 第3次安倍内閣       | 城内実         | 2014年12月25日 | 2015年10月9日                                          | 自由民主党 |                          |
|                | 第1次改造内閣       | 木原誠二       | 2015年10月9日  | 2016年8月5日                                           | 自由民主党 |                          |
| 武藤容治       | 第1次改造内閣       |                | 2015年10月9日  | 2016年8月5日                                           | 自由民主党 |                          |
|                | 第2次改造内閣       | 岸信夫         | 2016年8月5日   | 2017年8月7日                                           | 自由民主党 |                          |
| 薗浦健太郎     | 第2次改造内閣       |                | 2016年8月5日   | 2017年8月7日                                           | 自由民主党 |                          |
|                | 第3次改造内閣       | 中根一幸       | 2017年8月7日   | 2017年11月2日                                          | 自由民主党 |                          |
| 佐藤正久       | 第3次改造内閣       |                | 2017年8月7日   | 2017年11月2日                                          | 自由民主党 |                          |
| 第4次安倍内閣  | 第4次安倍内閣       | 中根一幸       | 2017年11月2日  | 2018年10月4日                                          | 自由民主党 |                          |
| 第4次安倍内閣  | 第4次安倍内閣       | 佐藤正久       | 2017年11月2日  | 2018年10月4日                                          | 自由民主党 |                          |
|                | 第1次改造内閣       | 阿部俊子       | 2018年10月4日  | 2019年9月13日                                          | 自由民主党 |                          |
| 佐藤正久       | 第1次改造内閣       |                | 2018年10月4日  | 2019年9月13日                                          | 自由民主党 |                          |
|                | 第2次改造内閣       | 鈴木馨祐       | 2019年9月13日  | 2020年9月18日                                          | 自由民主党 |                          |
| 若宮健嗣       | 第2次改造内閣       |                | 2019年9月13日  | 2020年9月18日                                          | 自由民主党 |                          |
| 菅義偉内閣     | 菅義偉内閣          | 鷲尾英一郎     | 2020年9月18日  | 2021年10月6日                                          | 自由民主党 |                          |
| 菅義偉内閣     | 菅義偉内閣          | 宇都隆史       | 2020年9月18日  | 2021年10月6日                                          | 自由民主党 |                          |
| 第1次岸田内閣  | 第1次岸田内閣       | 小田原潔       | 2021年10月6日  | 2021年11月11日                                         | 自由民主党 |                          |
| 第1次岸田内閣  | 第1次岸田内閣       | 鈴木貴子       | 2021年10月6日  | 2021年11月11日                                         | 自由民主党 |                          |
| 第2次岸田内閣  | 第2次岸田内閣       | 小田原潔       | 2021年11月11日 | 2022年8月12日                                          | 自由民主党 |                          |
| 第2次岸田内閣  | 第2次岸田内閣       | 鈴木貴子       | 2021年11月11日 | 2022年8月12日                                          | 自由民主党 |                          |
|                | 第1次改造内閣       | 武井俊輔       | 2022年8月12日  | 2023年9月15日                                          | 自由民主党 |                          |
| 山田賢司       | 第1次改造内閣       |                | 2022年8月12日  | 2023年9月15日                                          | 自由民主党 |                          |
| 第2次改造内閣  | 辻清人              | 2023年9月15日  | 2024年10月3日  |                                                        | 自由民主党 |                          |
| 第2次改造内閣  | 堀井巌              | 2023年9月15日  | 2023年12月14日 |                                                        | 自由民主党 |                          |
| 第2次改造内閣  | 柘植芳文            | 2023年12月14日 | 2024年10月3日  |                                                        | 自由民主党 |                          |
| 第1次石破内閣  | 第1次石破内閣       | 辻清人         | 2024年10月3日  | 2024年11月13日                                         | 自由民主党 |                          |
| 第1次石破内閣  | 第1次石破内閣       | 柘植芳文       | 2024年10月3日  | 2024年11月13日                                         | 自由民主党 |                          |
| 第2次石破内閣  | 第2次石破内閣       | 藤井比早之     | 2024年11月13日 | 現職                                                   | 自由民主党 |                          |
| 第2次石破内閣  | 第2次石破内閣       | 宮路拓馬       | 2024年11月13日 | 現職                                                   | 自由民主党 |                          |

- 副大臣は同一の職に複数名を任命することがあるため、通常は代数の表記は行わない。そのため、本表では代数の欄は設けない。
- 党派の欄は、就任時の所属政党を記載した。